# Paul Mehlitz
Paul Christian Wilhelm Mehlitz (* 25. Dezember 1906 in Deutsch-Wilmersdorf; † 7. Dezember 1982 in Berlin) war ein deutscher Hockeyspieler.
Paul Mehlitz entstammte der Wilmersdorfer Millionenbauern-Familie Mehlitz. Er spielte für den Berliner SV 92. Der Stürmer debütierte 1927 in der deutschen Hockeynationalmannschaft. Bei den Olympischen Spielen 1936 in Berlin wirkte er in zwei Spielen mit, in denen er ein Tor erzielte; er erhielt mit seinen Mannschaftskameraden die Silbermedaille. Insgesamt wirkte Paul Mehlitz von 1927 bis 1937 in 26 Länderspielen mit.

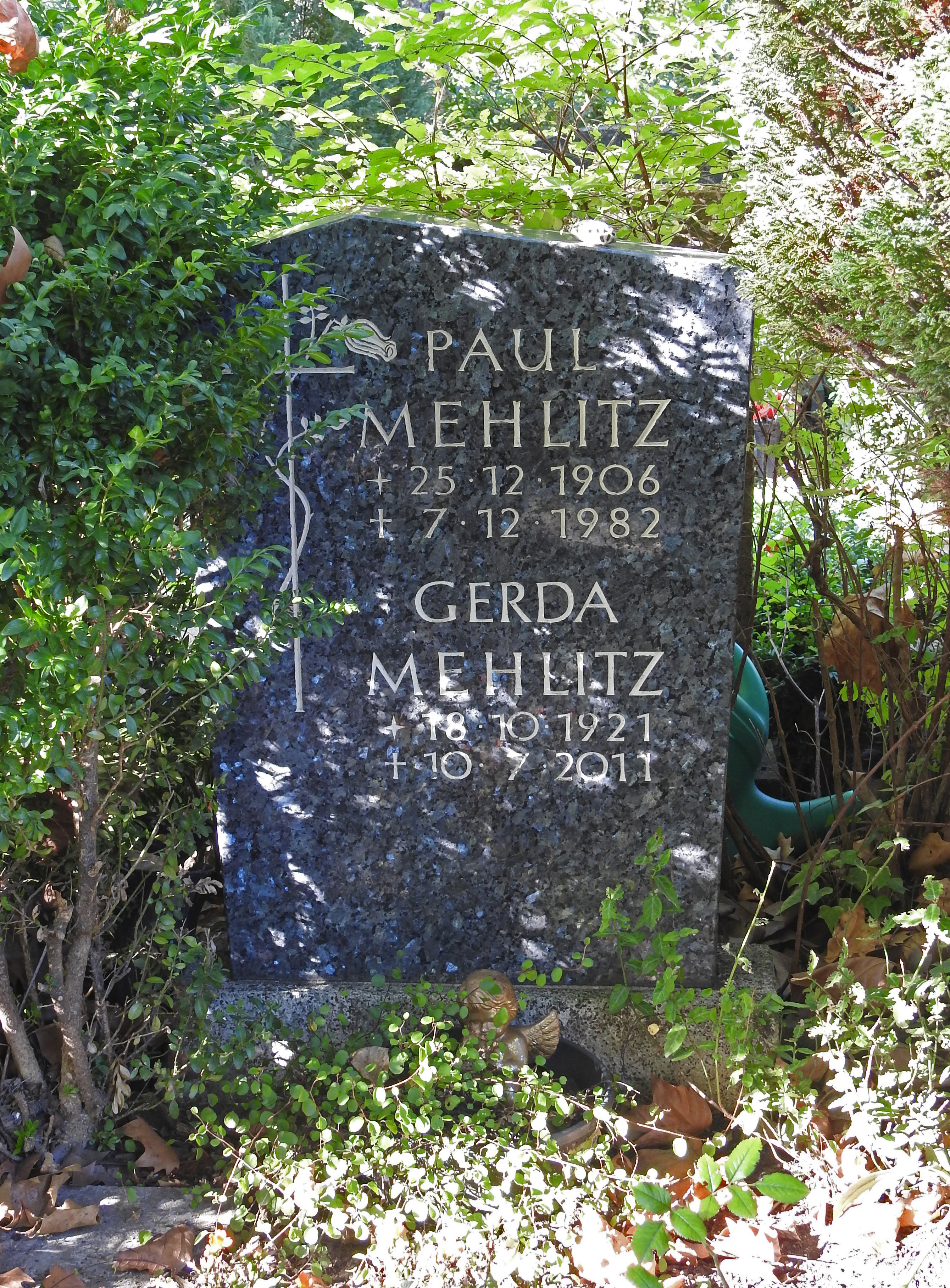
Grab auf dem Friedhof Wilmersdorf

Sein Grab befindet sich auf dem Friedhof Wilmersdorf.